# 星型切頂六面体
星型切頂六面体（ほしがたせっちょうろくめんたい、Stellatruncated hexahedronまたはStellated truncated hexahedron）または擬切頂六面体（ぎせっちょうろくめんたい Quasitruncated hexahedron）とは、一様多面体の一種である。切頂六面体の正八角形を正8/3角形に変更した図形である。

## 性質
- 構成面： 正三角形8枚、正8/3角形6枚
- 辺： 36
- 頂点： 24
- 頂点形状： 3, 8/3, 8/3
- シュレーフリ記号: t{4/3,3}
- ワイソフ記号： 2 3 | 4/3
- 枠： 斜方立方八面体
- 双対： 大三方八面体（英語版）

## 同じ枠を持つ立体
- 斜方立方八面体
- 小立方立方八面体
- 小斜方六面体
- 星型切頂六面体